# Ahmed al-Hiba
Ahmed al-Hiba (1876-23 de junio de 1919), también conocido como el Sultán azul, fue un dirigente de una resistencia armada al poder colonial francés en el sur de Marruecos, y pretendiente del sultanato de Marruecos. En los textos ingleses es normalmente nombrado sencillamente como al Hiba.
Fue hijo de Ma al-'Aynayn, un dirigente religioso del Sáhara. Su padre fue nombrado alcaide de Tinduf en 1887, por el sultán marroquí Hasán I. Ma al-'Aynayn dirigió una revuelta armada contra los franceses en la primera década del siglo XX, y falleció en 1910 en Tiznit. Poco después de su muerte, en 1912 los franceses impusieron el Tratado de Fez a los marroquíes y tomaron control virtual del país. El hijo de al-Hiba, Ma al-'Aynayn' decidió que estaba efectivamente vacante el cargo de Sultán de Marruecos, y se proclamó Sultán en Tiznit como su padre había hecho antes que él.
Una revuelta general en el del sur de Marruecos via al-Hiba reconocido como Sultán saharaui en las regiones de Tarudant, Agadir y Los Dades y Draa. Fue un potente aliado en Si Madani, jefe de la Tribu Glaoua. Con su ejército tribal entró en Marrakech el 18 de agosto de 1912 y fue proclamado Sultán allí también.
La decisiva batalla de Sidi Bou Othman con los franceses durante la pacificación francesa de Marruecos tuvo lugar cerca de Marrakech el 6 de septiembre de 1912. Las fuerzas de al-Hiba fueron derrotadas por los franceses dirigidos por Charles Mangin, con la pérdida de 2000 guerreros tribales. En enero de 1913, la Tribu Glaoua, ahora aliado con los franceses, condujeron a al-Hiba retroceder hacia Sous.
Al-Hiba no dejó la lucha y continuado para acosar a los franceses en su propio territorio hasta su muerte el 23 de junio de 1919 en Kerdous Anti-Atlas. Desde entonces su lucha fue llevada a cabo por su hermano Merebbi Rebbu.